# Piano bar (album)
Piano bar este cel de-al șaselea album de studio al cântăreței franceze Patricia Kaas.

## Conținut
- Ediție Standard:

1. „My Man” — 3:41
2. „If You Go Away” — 4:27
3. „What Now My Love” — 3:57
4. „Un Homme et une Femme” — 3:19
5. „The Summer Knows” — 3:54
6. „I Wish You Love” — 3:59
7. „Yesterday, When I Was Young” — 3:53
8. „Les Moulins de mon cœur” — 3:44
9. „Les Feuilles mortes” — 4:05
10. „Where Do I Begin” — 3:45
11. „Syracuse” — 3:28
12. „La Mer” — 3:50
13. „And Now... Ladies and Gentlemen” — 4:12
14. „If You Go Away” (versiunea remixată) — 3:18
15. „Une Question de temps” — 3:45